# Dvozveza (1879)
Dvozveza je bila vojaško-politična zveza med Nemčijo in Avstro-Ogrsko, ki sta jo sklenili s podpisom pogodbe 7. oktobra 1879.
Po določilih pogodbe naj bi si državi podpisnici pomagali v primeru ruskega napada na eno ali obe državi ter ostali nevtralni v primeru napada druge države (to določilo je bilo namenjeno predvsem zaradi Francije).